# Anoplocheilus globosus
Anoplocheilus globosus är en skalbaggsart som beskrevs av Conrad L. Schoch 1897. Anoplocheilus globosus ingår i släktet Anoplocheilus och familjen Cetoniidae. Inga underarter finns listade i Catalogue of Life.